# Africoptilium
Genre
Africoptilium est un genre de coléoptères de la famille des Ptiliidae. Le genre a été créé par Colin Johnson en 1967.

## Liste d'espèces
Selon GBIF (29 décembre 2023) :
- Africoptilium concinnum, Johnson, 1967[3] ;
- Africoptilium marginatum, Johnson, 1967[3] ;
- Africoptilium mimicum, Johnson, 1967[3].

## Publication originale
(en) Colin Johnson, « Studies on Ethiopian Ptiliidae. 1. Afticoptilium gen. n. from Central Africa », The Entomologist, Londres, Inconnu,‎ 1967, p. 288–292 (ISSN 0013-8878, OCLC 7322611).